# Together (Windkracht 10)
Together is een single uit 1997 van de cast van de TV1-televisieserie Windkracht 10, afkomstig van het soundtrackalbum Windkracht 10: De muziek uit de TV-serie.

## Tracklist
| Nr. | Titel                  | Duur |
| --- | ---------------------- | ---- |
| 1.  | Together               | 3:34 |
| 2.  | Together [kerstversie] | 3:36 |

## Wetenswaardigheden
- De Windkracht 10-cast die in dit nummer zingt, bestaat uit Gene Bervoets, Warre Borgmans, Ludo Busschots, Ann Ceurvels, Andrea Croonenberghs, Vic De Wachter, Hilde Heijnen, Gert Lahousse, Huub Stapel, Tom Van Bauwel, Marc Van Eeghem, Tom Van Landuyt en Wim Opbrouck.